# رابرت جفرسون وود
رابرت جفرسون وود (انگلیسی: Robert J. Wood؛ ۹ ژوئن ۱۹۰۵ – ۸ ژوئیهٔ ۱۹۸۶) ژنرال چهار ستاره ایالات متحده بود. وی از افراد مؤثر در تأسیس و شکل گیری سازمان پیمان آتلانتیک شمالی (ناتو) بود.
وود همچنین برنده جوایزی همچون پرپل هارت شده‌است.